# Lasiopogon chaetosus
Lasiopogon chaetosus är en tvåvingeart som beskrevs av Cole och Wilcox 1938. Lasiopogon chaetosus ingår i släktet Lasiopogon och familjen rovflugor. Inga underarter finns listade i Catalogue of Life.